# Atlante Sahariano
L'Atlante sahariano (in arabo الأطلس الصحراوي‎?), o pre-sahariano, costituisce la parte meridionale del massiccio dell'Atlante. È situato prevalentemente in Algeria. 

## Descrizione
La vetta più alta della catena è il Djebel Chélia, nell'Aurès (Algeria), che raggiunge i 2328 m di altezza, e comprende il Monte Issa, 2.236 msl, il quarto per altezza dell'Algeria.
Comprende vari gruppi montuosi, che spesso prendono il nome dalle popolazioni berbere che vi abitano: i monti degli Ksour (Djebel Aïssa, 2236 m), il Djebel Amour, i monti degli Oulad-Naïl, il massiccio dell'Aurès (Djebel Chelia, 2328 m), i monti dei Nemencha e via dicendo. Questa catena precede gli altopiani del Sahara.